# Belmont Cameli

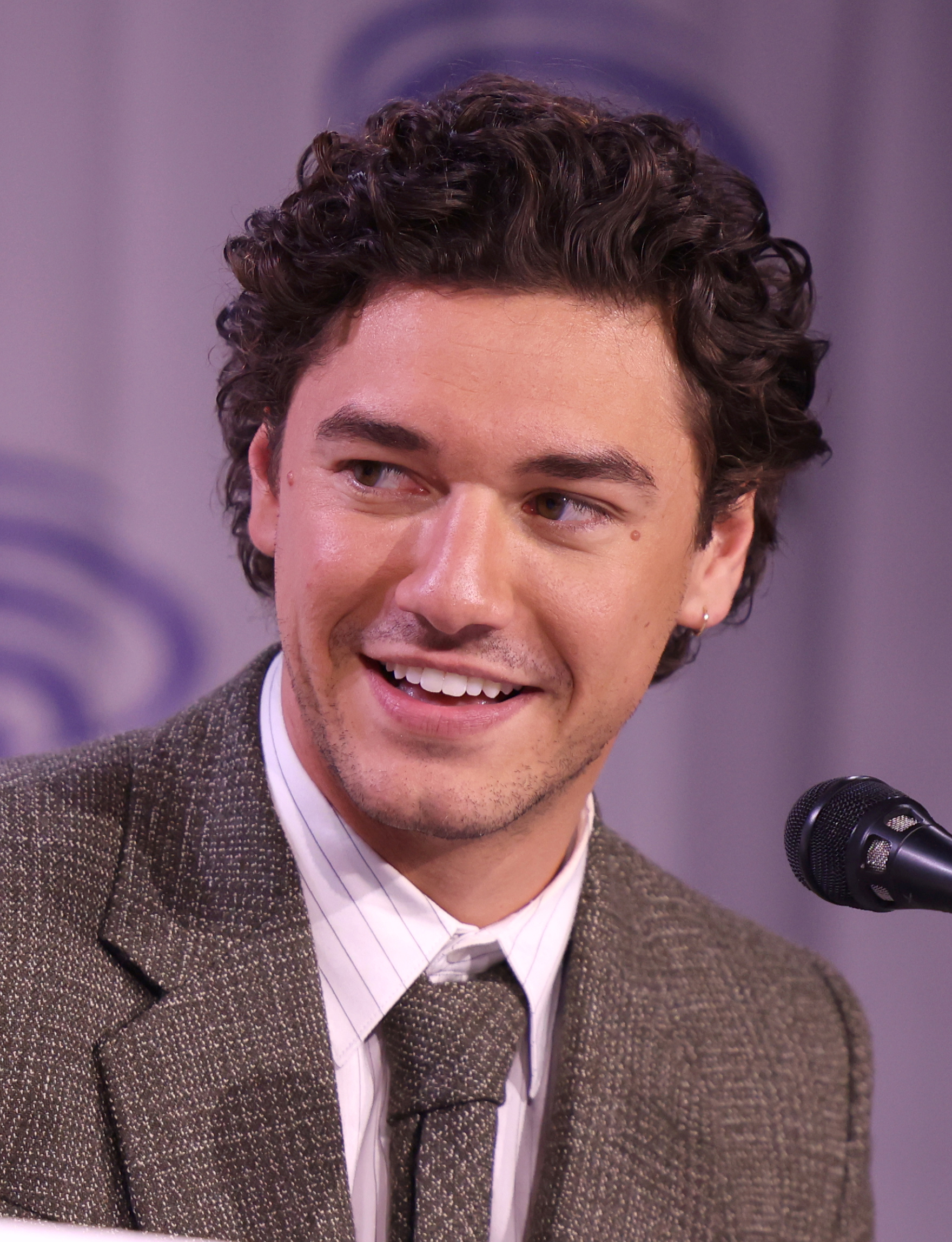
Belmont Cameli (2025)

Belmont Cameli (* 28. Februar 1998 in Naperville) ist ein US-amerikanischer Schauspieler und Model.

## Leben und Karriere
Cameli wurde am 28. Februar 1998 in Naperville geboren. Während seiner Schulzeit nahm er bereits an Theaterproduktionen teil. Nach seinem Abschluss verfolgte er eine Karriere im Modeln und in der Schauspielerei. Sein Debüt gab er 2018 in einer Folge in Empire. Von 2020 bis 2021 war er in der Serie Saved by the Bell zu sehen. 2022 spielte er die Rolle des Eli in dem Film Along for the Ride. 2025 wurde Cameli
für den Film The Alto Knights gecastet. 2025 wird er in der Verfilmung des Videospiels Until Dawn die Rolle der Abel übernehmen.

## Filmografie
Filme
- 2019: The Husband
- 2020: Most Guys Are Losers
- 2022: Along for the Ride
- 2025: The Alto Knights
- 2025: Until Dawn

Serien
- 2024: Empire
- 2020–2021: Saved by the Bell
- 2023: Based on a True Story